# La Figuera
La Figuera település Spanyolországban, Tarragona tartományban. La Figuera Cabacés, La Vilella Baixa, El Lloar, El Molar és La Torre de l’Espanyol községekkel határos. Lakosainak száma 122 fő (2024).

## Népesség
A település népessége az elmúlt években az alábbi módon változott:
| Lakosok száma | 90   | 884  | 506  | 293  | 146  | 220  | 148  | 118  | 111  | 122  |
|               | 1717 | 1887 | 1936 | 1960 | 1986 | 2004 | 2009 | 2014 | 2019 | 2024 |